# Вібросуспензійні сепаратори
Вібросуспензійні сепаратори (віброжолоби) — апарати гравітаційного збагачення корисних копалин застосовуються для збагачення залізних і золотовмісних руд крупністю 6 — 75 мм. Розрізняють прямотечійні і протитечійні вібросуспензійні сепаратори (рис.).

Вібросуспензійний сепаратор складається з жолоба 1 прямокутного перерізу, що установлений на пружинних опорах 2. Жолоб нахилений в бік розвантаження під кутом 2 — 3º і одержує коливання від ексцентрикового приводу. Суспензія і руда надходять в жолоб відповідно з конуса 3 і бункера 4. Як обважнювач звичайно використовують дрібний концентрат збагачуваного матеріалу з вмістом його в суспензії до 60 % . Під дією вібрацій суспензія розшаровується — в нижньому шарі густина її більша, в верхньому — менша.
- У прямотечійному сепараторі (рис. а) руда завантажується на поверхню суспензії на початку жолоба, розшаровується за густиною і продукти разом із суспензією рухаються до розвантажувального кінця жолоба. Продукти збагачення виводяться з жолоба окремо за допомогою розділової пластини 5 і направляються на грохот для зневоднення і відмивки обважнювача.

- У протитечійному сепараторі (рис. б) руда і суспензія завантажуються в середню частину жолоба. Після розшарування руди важкий продукт під дією вібрацій переміщується по днищу жолобу до верхнього його кінця (проти руху потоку суспензії). Легкий продукт розвантажується разом з потоком суспензії через зливний поріг на нижньому кінці жолоба.

Серійно вібросуспензійні сепаратори не випускаються.